# Álex López Morón
Álex López Morón (ur. 28 listopada 1970 w Barcelonie) – hiszpański tenisista.

## Kariera tenisowa
W roku 1990 Morón został tenisistą zawodowym.
W trakcie swojej kariery zasłynął głównie jako deblista, wygrywając 2 turnieje rangi ATP World Tour. Pierwszy triumf odniósł w 2000 roku w Umagu na kortach ziemnych, a grał w parze z Albertem Portasem. Drugie zwycięstwo Hiszpana miało miejsce w sezonie 2003, ponownie w Umagu. Partnerem deblowym Moróna był wówczas Rafael Nadal.
Najwyżej sklasyfikowany w rankingu deblistów był na 63. miejscu pod koniec lipca 2000 roku.

### Finały w turniejach ATP World Tour
| Legenda                                      |
| -------------------------------------------- |
| Wielki Szlem                                 |
| Igrzyska olimpijskie                         |
| Tennis Masters Cup / ATP Finals              |
| ATP Masters Series / ATP Tour Masters 1000   |
| ATP International Series Gold / ATP Tour 500 |
| ATP International Series / ATP Tour 250      |

#### Gra podwójna (2–0)
| Końcowy wynik | Nr | Data          | Turniej | Nawierzchnia | Partner       | Przeciwnicy               | Wynik finału |
| ------------- | -- | ------------- | ------- | ------------ | ------------- | ------------------------- | ------------ |
| Zwycięzca     | 1. | 23 lipca 2000 | Umag    | Ceglana      | Albert Portas | Ivan Ljubičić Lovro Zovko | 6:1, 7:6(2)  |
| Zwycięzca     | 2. | 27 lipca 2003 | Umag    | Ceglana      | Rafael Nadal  | Todd Perry Thomas Shimada | 6:1, 6:3     |